# Осієвська (Шенкурський район)
Осієвська (рос. Осиевская) — присілок в Шенкурському районі Архангельської області Російської Федерації.
Населення становить 30 осіб. Входить до складу муніципального утворення Верхоледське муніципальне утворення.

## Історія
Від 1937 року належить до Архангельської області.
Від 2004 року належить до муніципального утворення Верхоледське муніципальне утворення.

## Населення
| 2002 | 2010 | 2012 |
| ---- | ---- | ---- |
| 50   | ↘27  | ↗30  |